# Árni Gautur Arason
Pour les articles homonymes, voir Arason.
Árni Gautur Arason (né le 7 mai 1975 à Reykjavik) est un footballeur islandais. Il est gardien de but de l'équipe belge de Lierse SK. Il est aussi international islandais.

## Carrière
Il a joué pour le club de Rosenborg BK, Manchester City, Vålerenga Fotball ainsi que pour Thanda Royal Zulu avant de revenir en Norvège à ODD Grenland à l'été 2008.

## Palmarès

### En Club
- Champion de Norvège en 1998, 1999, 2000, 2001, 2002 avec Rosenborg BK et en 2005 avec Vålerenga Fotball
- Vainqueur de la Coupe de Norvège en 1999 avec Rosenborg BK
- Champion de Norvège de Division 2 en 2008 avec ODD Grenland

### Distinctions Personnelles
- Vainqueur du Prix Kniksen du Meilleur Gardien de But du championnat de Norvège en 2001 et en 2005

### En Équipe d'Islande
- 71 sélections de 1998 à 2010